# Bardas
Bardas  (Βάρδας) Mamikonjan († 21. April 866) war von 856 bis 866 Regent für den byzantinischen Kaiser Michael III.

## Leben
Bardas war der Sohn von Marinos Mamikonjan und der Bruder der Kaiserin Theodora, der Ehefrau des Kaisers Theophilos. Seine Familie entstammte der armenischen Dynastie der Mamikonjan.
Während Michaels Minderjährigkeit wurde das Reich von seiner Mutter Theodora und dem Eunuchen Theoktistos regiert, die – um ihre Herrschaft zu sichern – seine Erziehung vernachlässigten. Michael wuchs in Ausschweifungen auf und geriet unter den Einfluss seines Onkels Bardas. Dieser veranlasste ihn 856, Theodora und seine älteren Schwestern, darunter die Mitkaiserin Thekla, in ein Kloster zu schicken, und ergriff selbst die Macht. Seine Usurpation rechtfertigte er, indem er interne Reformen voranbrachte, während Michael selbst aktiven Anteil an den Feldzügen nahm. Am 22. April 862 (oder 12. April 864) wurde er von seinem Neffen in den Rang eines Kaisar erhoben.
866 wurde Bardas’ Einfluss durch den ehemaligen Stallknecht Basileios überwunden, der nach der Ermordung des Kaisars selbst an der Regierung beteiligt wurde, während der an dem Attentat beteiligte Schwiegersohn des Bardas, Symbatios, leer ausging. Im Jahr darauf ermordete Basileios auch Michael III. und bestieg selbst den Thron.